# صب (عملية)

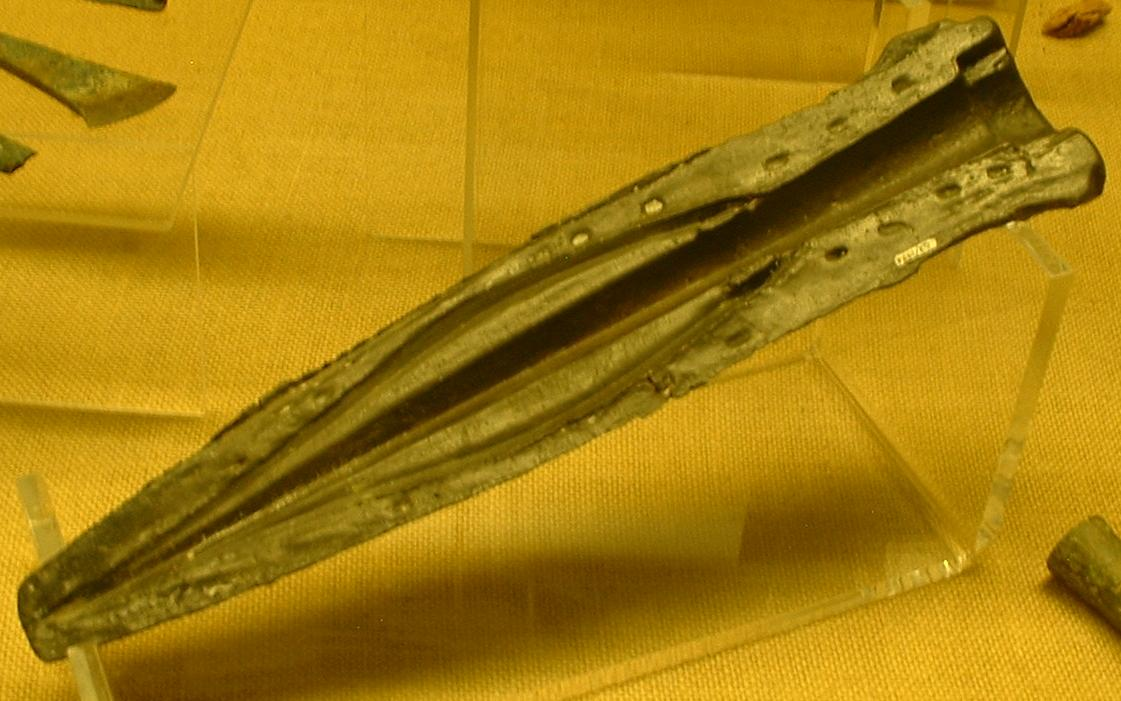
نصف قالب من البرونز لصب رأس رمح محاط بتاريخ 1400-1000 قبل الميلاد. لا توجد أوجه تشابه معروفة لهذا القالب.

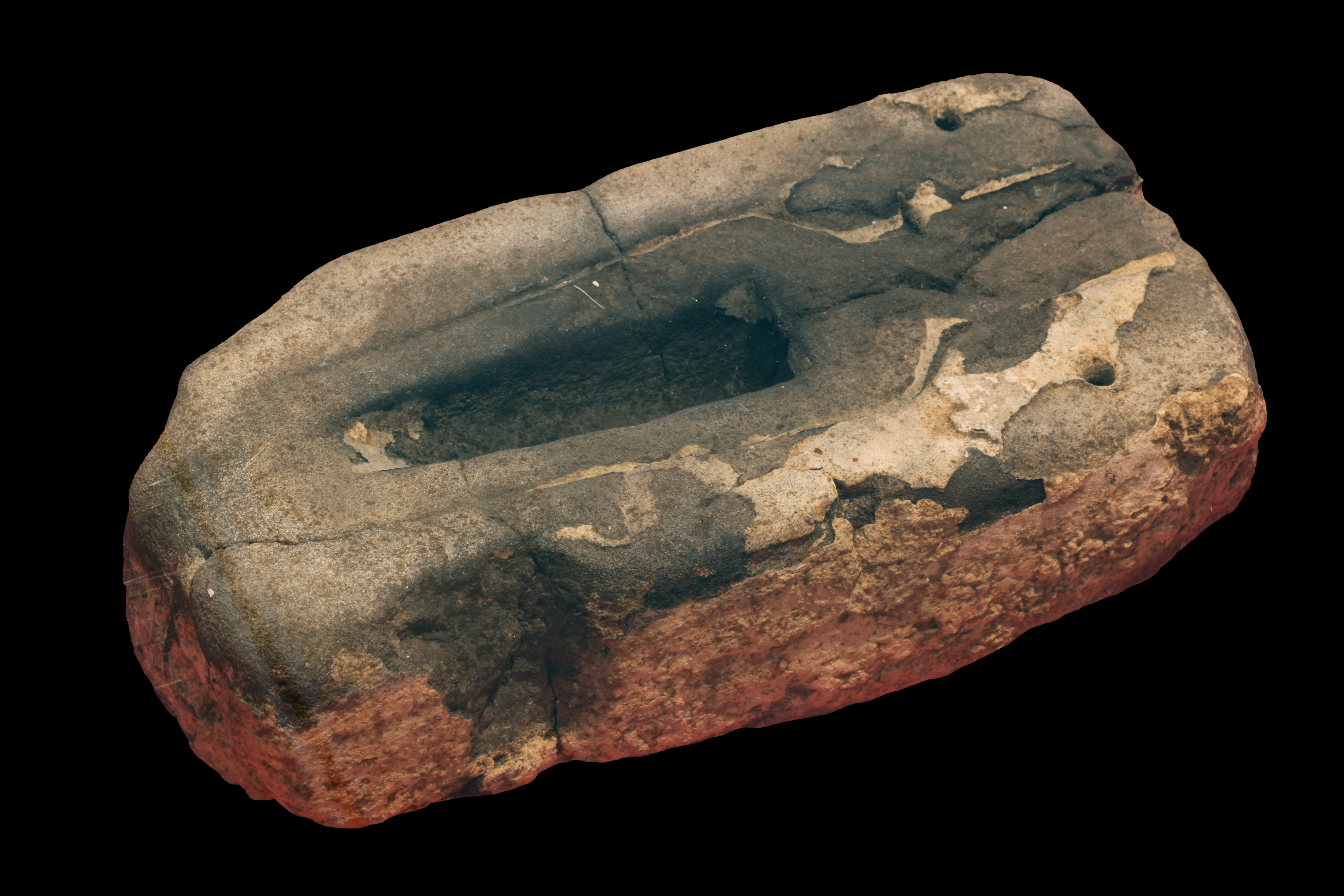
قالب حجري من العصر البرونزي تستخدم لإنتاج رؤوس رماح.

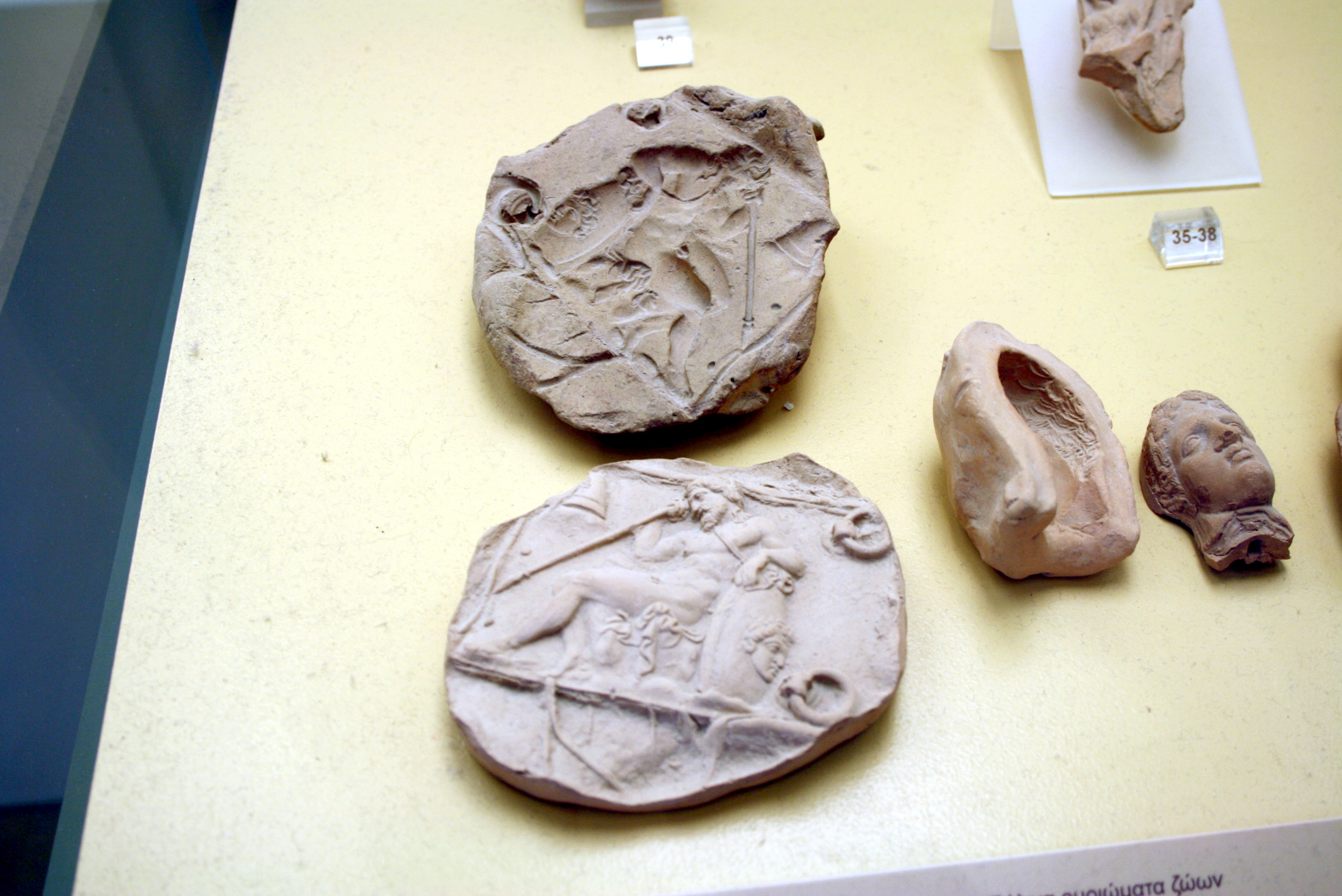
قوالب يونانية قديمة، تستخدم لإنتاج التماثيل الطينية بكميات كبيرة، في القرن الخامس / الرابع قبل الميلاد. بجانبهم، يلقي الحديثة منهم. معروض في متحف أغورا القديم في أثينا، الموجود في ستوا أتالوس.

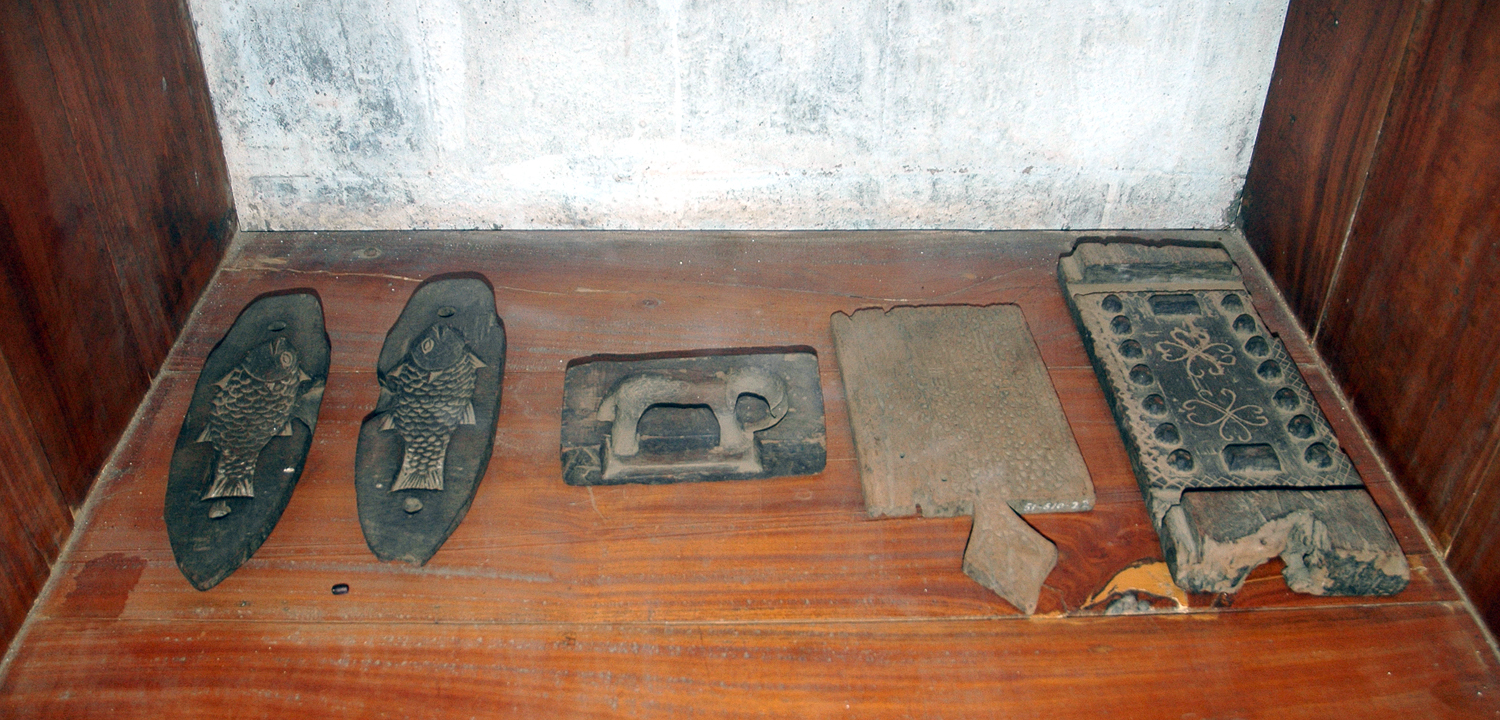
القوالب الخشبية القديمة المستخدمة للحلويات، المتحف الأثري في جافنا، سريلانكا.

القولبة أو السكابة أو السباكة أو الصب هي عملية تشكيل المواد الخام السائلة أو المرنة من خلال صبها في اطار يسمي القالب أو المصفوفة. ربما تم صنع القالب باستخدام نموذج للكائن النهائي.
القالب عبارة عن كتلة مجوفة تملأ بمادة سائلة أو مرنة مثل المواد البلاستيكية أو الزجاجية أو المعدنية أو الخزفية. تصب المادة داخل القالب، وتترك لتتجمد ثم يتم إخراجها لتصبح جزءا مصنوعا وتكون نظير القالب.
يستخدم الصب في صناعة الأشكال المعقدة التي يكون من الصعب أو الغير اقتصادي صناعتها بطريقة أخري. في عملية التشكيل ذات الصمام الثنائي يتم استخدام قالبين، قالب لكل نصف من الشكل. تحتوي القوالب المفصلية علي قطع متعددة تتجمع لتشكيل القالب الكامل، عند تحرير الصب يتم تفكيكها؛ هي باهظة الثمن، ولكنها ضرورية عندما يكون شكل الصب معقد. يستخدم قالب القطع عددا من القوالب المختلفة، ينشئ كل منها مقطعًا من كائن معقد. يستخدم هذا بشكل عام فقط للكائنات الأكبر والأكثر قيمة.
الشخص الذي يقوم بصناعة القوالب يسمى صانع القوالب. عادة يقوم عامل الإطلاق بإزالة المادة الصلبة من القالب. تشمل الاستخدامات النموذجية للبلاستيك المقولب الأثاث المصبوب والبضائع المنزلية والعلب المقولبة والمواد الهيكلية.

## الأنواع
هناك عدة أنواع من طرق الصب، وتشمل هذه:
- تشكيل بالنفخ
- ميتالورجيا المساحيق
- التصليد الحراري
- قولبة بالكبس
- صب البثق
- حقن اللدائن
- تصفيح
- حقن صب رد الفعل
- صب المصفوفة
- صب التناوب
- صب تدويمي
- صب بالنقل
- تشكيل حراري
- تشكيل الفراغ، نسخة مبسطة من التشكيل الحراري.

## المعرض

الحقن بالصب
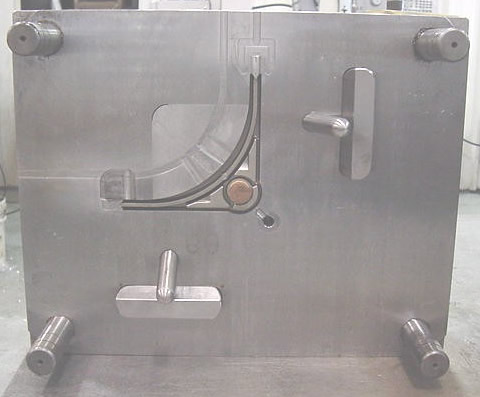
جانب "أ" للقالب لأسيتال مليء بالزجاج بنسبة 25٪ مع شدتين جانبيتين
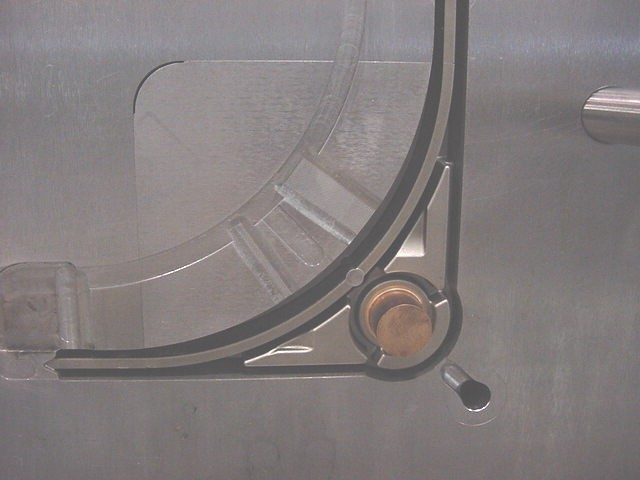
صورة مقربة للإدراج القابل للإزالة في الجانب "أ"
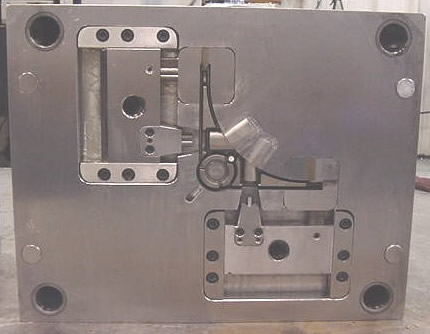
الجانب "ب" من القالب مع مشغلات السحب الجانبية
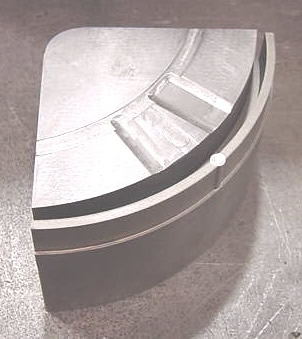
السحب من القالب

## وصلات خارجية
- أنواع الصب.
- عمليات الصب.
- 3 خطوات لعمليات الصب.